# Phóng xạ nhân tạo
Phóng xạ nhân tạo là hiện tượng phóng xạ sinh ra khi bắn phá các vật chất không phóng xạ bởi những hạt mang điện. Frédéric Joliot-Curie, người đoạt Giải Nobel Hóa học năm 1935 đã có những đóng góp về tìm ra hiện tượng phóng xạ nhân tạo và nghiên cứu về phản ứng dây chuyền. Ông nhận Giải thưởng Hòa bình Quốc tế Lenin năm 1950.
Curie và Joliot đã cho thấy rằng khi các nguyên tố nhẹ như boron và nhôm bị bắn phá bằng hạt α, thì có sự phát ra các tia phóng xạ liên tục, thậm chí sau khi cắt nguồn tia α. Họ cũng cho thấy rằng phóng xạ là do sự giải phóng một hạt mang 1 điện tích dương với khối lượng bằng với khối lượng electron.